# Tygrys bengalski
Tygrys bengalski (Panthera tigris tigris) – najliczniejszy podgatunek tygrysa azjatyckiego, ssaka z rodziny kotowatych (Felidae). Trzecim tak dużym kotem, oprócz tygrysa bengalskiego i syberyjskiego był żyjący jeszcze w latach 60. XX wieku tygrys kaspijski (P. t. virgata). Wszystkie trzy wymienione tygrysy zaliczane są do największych kotowatych jakie kiedykolwiek istniały. Tygrys bengalski jest narodowym zwierzęciem Bangladeszu.

## Zasięg występowania
Zamieszkuje ciepłe, wiecznie zielone lasy liściaste, łąki i lasy namorzynowe w Indiach, Bhutanie, Nepalu, Bangladeszu, zachodnich Chinach i zachodniej Mjanmie. Na Półwyspie Indyjskim pojawił się najprawdopodobniej 12 000 lat temu.

## Charakterystyka
Ubarwienie pomarańczowo-brązowe z czarnymi pręgami. Występuje również w odmianie bez pręg, albinotycznej (biały) i melanistycznej (czarny).

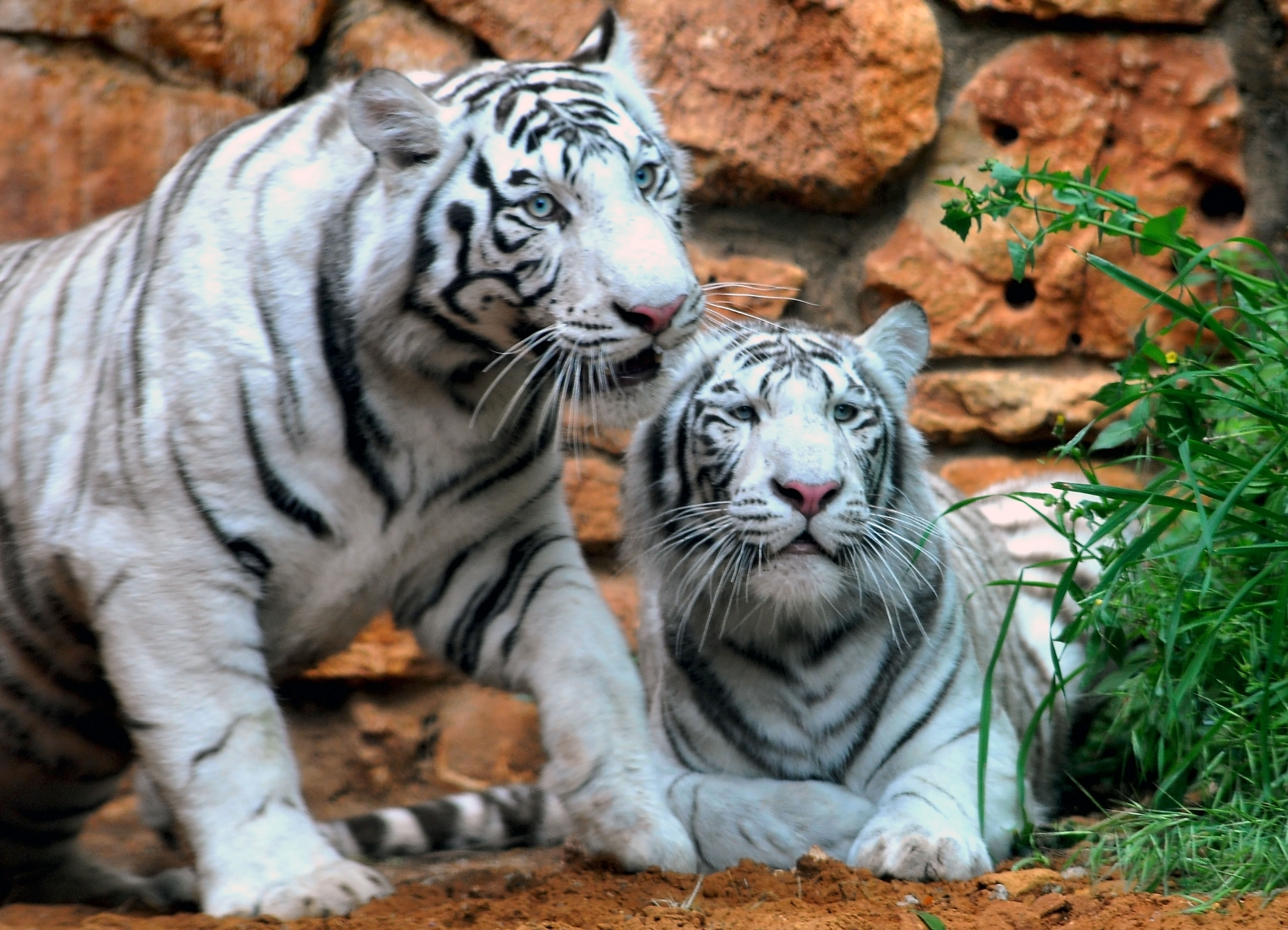
Białe tygrysy bengalskie w Haifa Educational Zoo

Dojrzały samiec osiąga przeważnie długość do 290 cm (razem z ogonem długim na ok. 1 m) przy przeciętnej masie ciała 220–230 kg (podobną wielkość i masę ma lew). Samice są mniejsze – osiągają do 250 cm długości i przeciętnie ok. 140 kg masy ciała. Największy odnotowany w literaturze osobnik nazwany Bachelor of Powalgarh, zastrzelony w 1930 roku w Kumaon (północne Indie) mierzył 3228 mm długości. Najcięższy osobnik ważył 258,2 kg.
Samce zajmują terytoria o powierzchni od 30–105 km², a samice od 10–39 km². Ze względu na zmniejszające się powierzchnie siedlisk dostępnych dla tak dużych drapieżników w Indiach obserwowane jest największe ich zagęszczenie. Spotykane są nawet grupy wzajemnie tolerujących się osobników – tygrysy są samotnikami o wysoko rozwiniętej agresji terytorialnej.

## Liczebność populacji
Dokładna liczba żyjących tygrysów bengalskich nie jest znana. Oficjalne dane przytaczane wcześniej przez władze indyjskie, mówiące o liczbie w przedziale 3100–4500 są kwestionowane przez biologów i ekologów. Specjaliści zarzucają urzędnikom, że w celach propagandowych dopuszczali do zawyżania danych przyjmując za podstawę liczenia tygrysów ślady ich łap.
Według szacunków z 2008 roku liczba dorosłych osobników całej populacji tego podgatunku nie przekracza 2500, w tym na terenie Indii (gdzie znacznie poprawiono metodologię badania stanu populacji) mieści się w przedziale 1165–1657, w Bangladeszu 200–419, w Nepalu 100–194 i w Bhutanie 67–81.

## Pożywienie i polowanie
Większość tygrysów poluje nocą, skradając się od tyłu do ofiary. Mimo swoich rozmiarów, w trawie stają się niemal niewidoczne. W odległości kilku metrów od ofiary wyskakują i łapią ją szybkim ruchem. Mniejsze ofiary zabijają łamiąc kręgi szyjne, większym przegryzają gardło.
Tygrys woli polować na większe zwierzęta, choć nie gardzi małymi jak np. żaby, myszy, ptaki. Poluje głównie na gaury lub bawoły. Zazwyczaj atakuje młode lub stare i chore zwierzęta, które stanowią łatwą zdobycz. Złowioną zdobycz tygrys zaciąga pod krzewy i jej resztki przykrywa liśćmi, gdyż może jeszcze do niej wrócić.

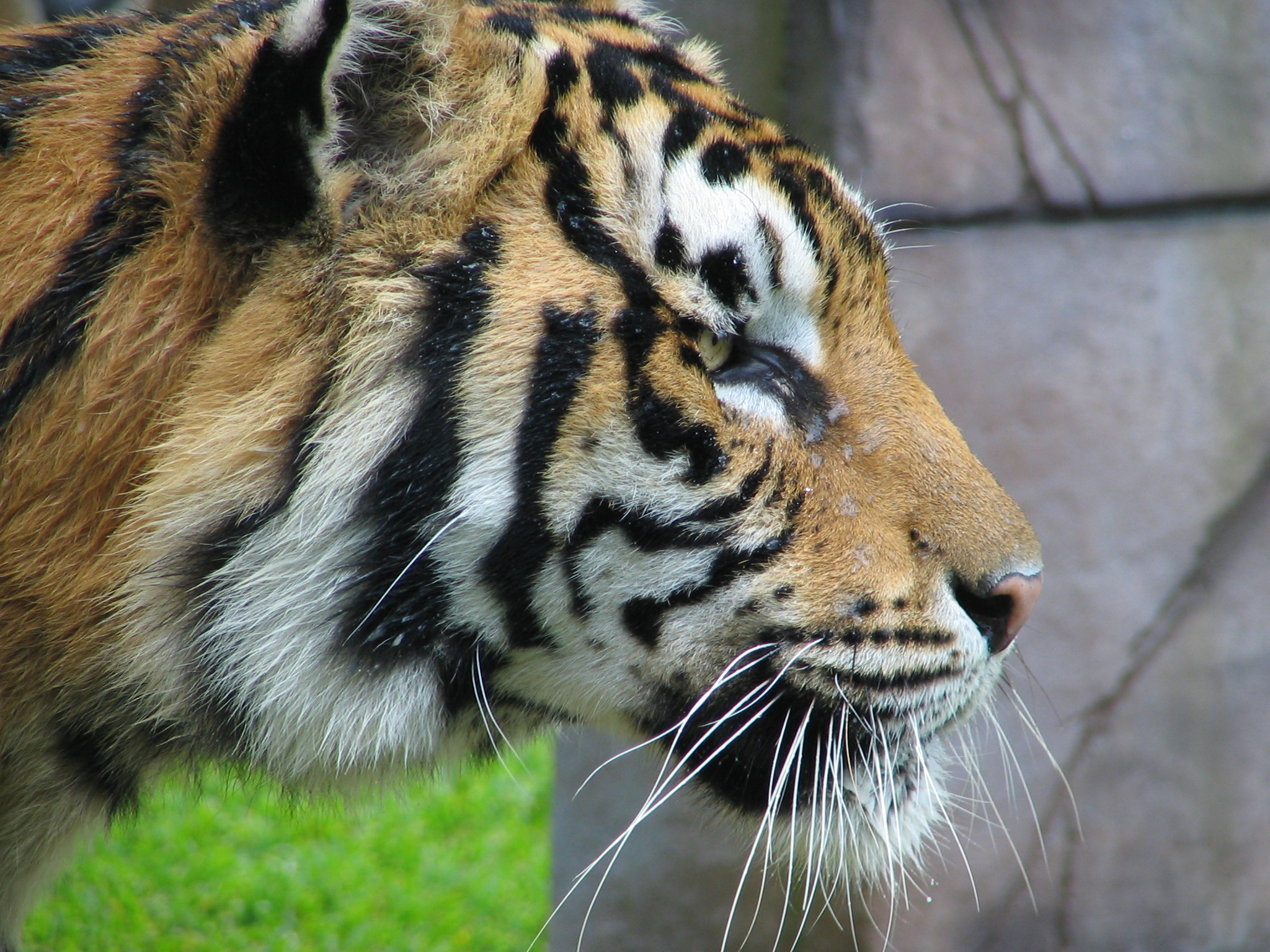

## Rozmnażanie
W okresie wiosennym samiec szuka partnerki na jej terytorium i pozostaje z nią przez około 20–80 dni. W tym czasie samica zdolna jest do zapłodnienia tylko przez 3–4 dni. Po zapłodnieniu samicy, samiec wraca na swoje terytorium. Po około piętnastu tygodniach ciąży samica znajduje bezpieczną norę, np. w skalnej szczelinie i wyściela ją swoją sierścią. Rodzi od dwóch do czterech, wyjątkowo sześciu młodych. Kocięta przez pierwsze dziesięć dni są ślepe. Mleko matki ssą przez około osiem tygodni, po czym tygrysica podaje im małe kąski swoich zdobyczy. Jedenastomiesięczne tygrysy mogą już samodzielnie polować. Są już wystarczająco duże i silne, żeby złowić większą zdobycz.